# Hôtel des Postes (Bar-le-Duc)

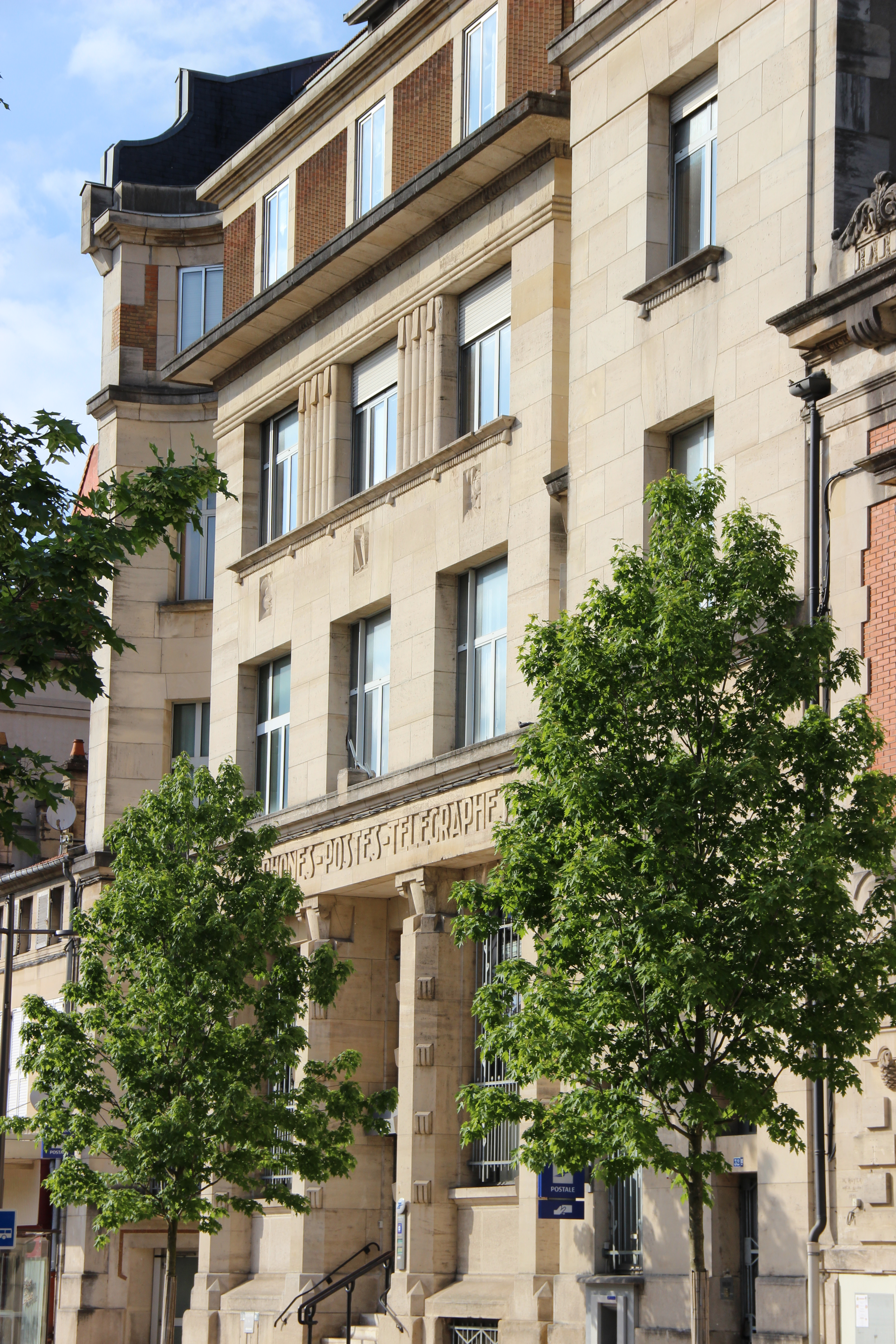
Hôtel des Postes in Bar-le-Duc

Das Hôtel des Postes in Bar-le-Duc, einer französischen Stadt im Département Meuse in Lothringen, wurde von 1926 bis 1928 errichtet. Das Hauptpostamt im Stil des Art déco am Boulevard de la Rochelle Nr. 32 wurde nach Plänen des Architekten Guillaume Tronchet (1867–1959) erbaut. An der Fassade ist über dem Eingang die Inschrift TELEPHONE POSTES TELEGRAPHE in den Stein der Fassade eingemeißelt.
Im Jahr 1988 wurden die drei Bleiglasfenster in der Kundenhalle als Monument historique in die Liste der Baudenkmäler in Frankreich aufgenommen.
Die Bleiglasfenster wurden von Jacques Grüber (1870–1936) geschaffen. Vor ihrem Einbau im Postamt wurden sie bei den Ausstellungen Salon des artistes français (1926) und dem Salon des arts décoratifs de Paris ausgestellt. Die Motive stellen die moderne Zeit mit neuen Transportmitteln, dem Zug und dem Flugzeug, und die moderne Kommunikation mit dem Telegraf und dem Telefon dar.

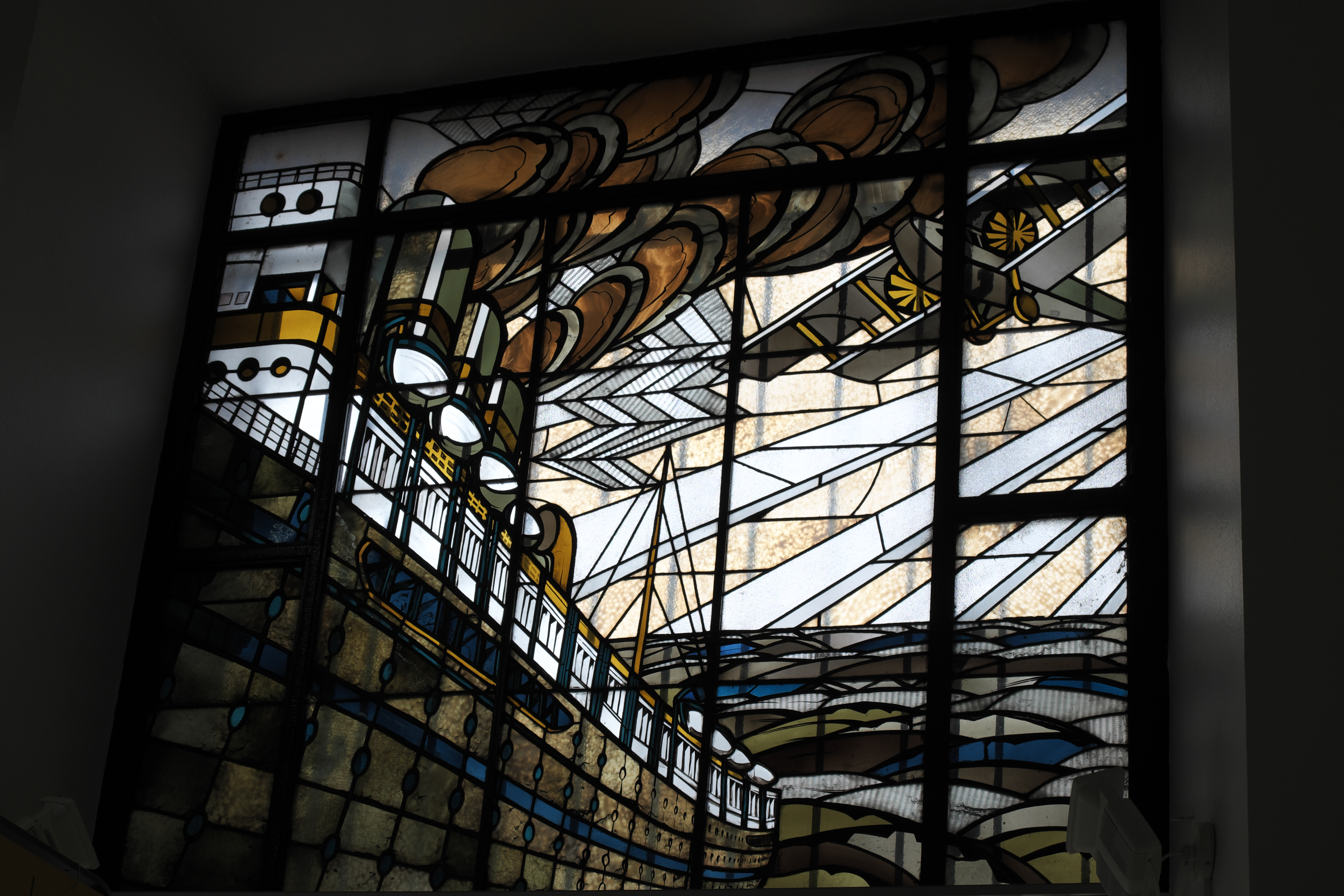
Transport der Post per Schiff und per Flugzeug
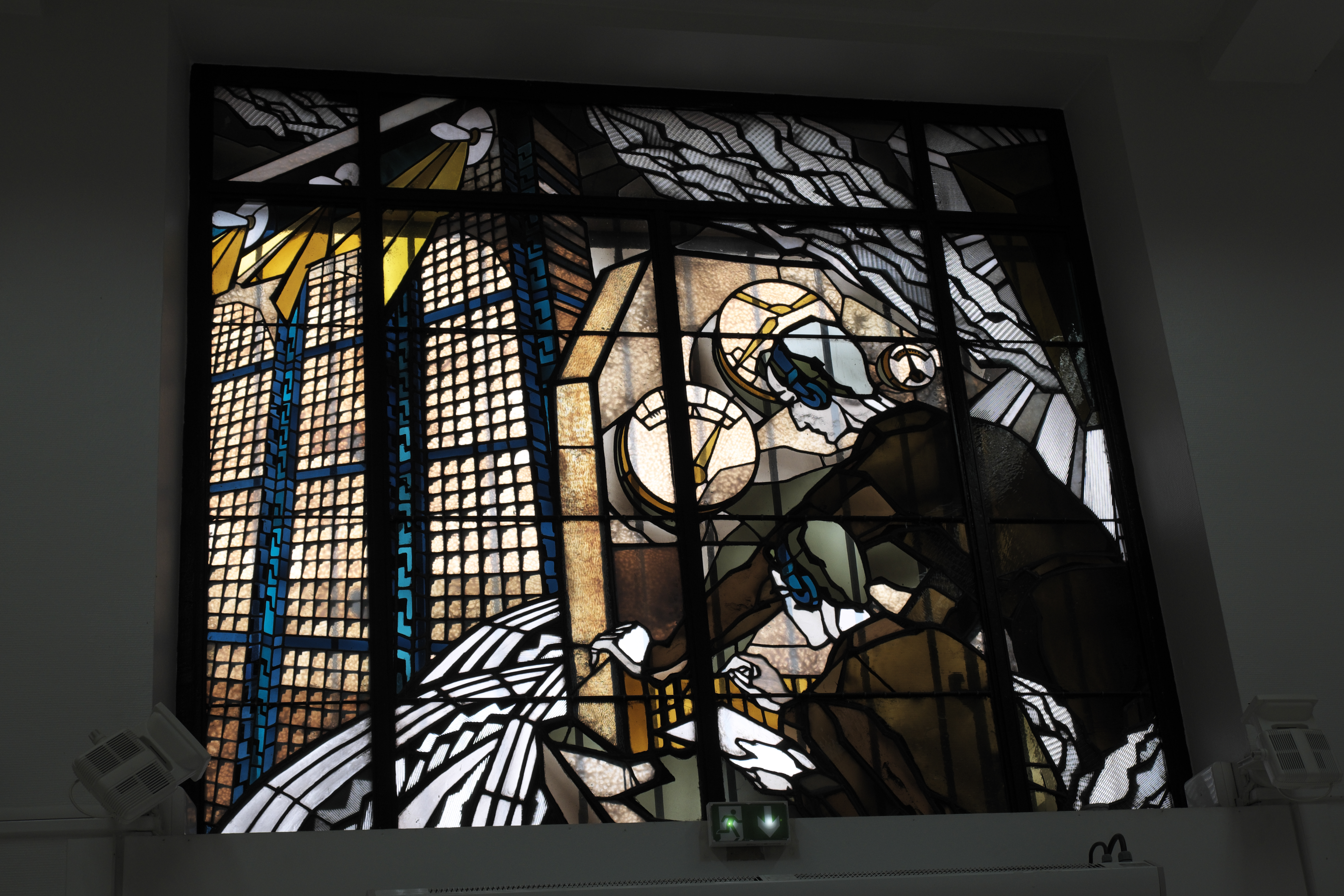
Telefonzentrale
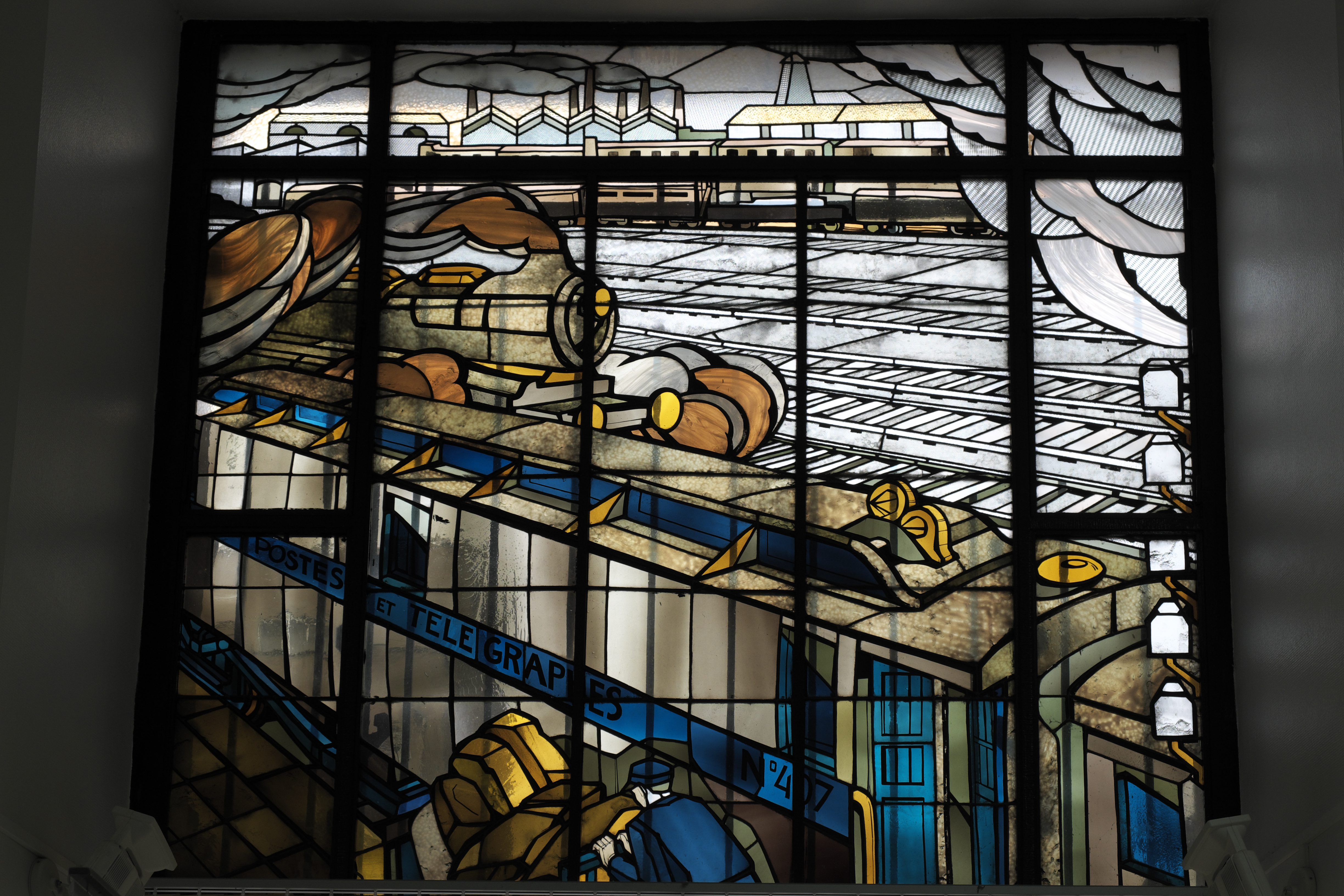
Transport der Post per Zug